# Google Pixel

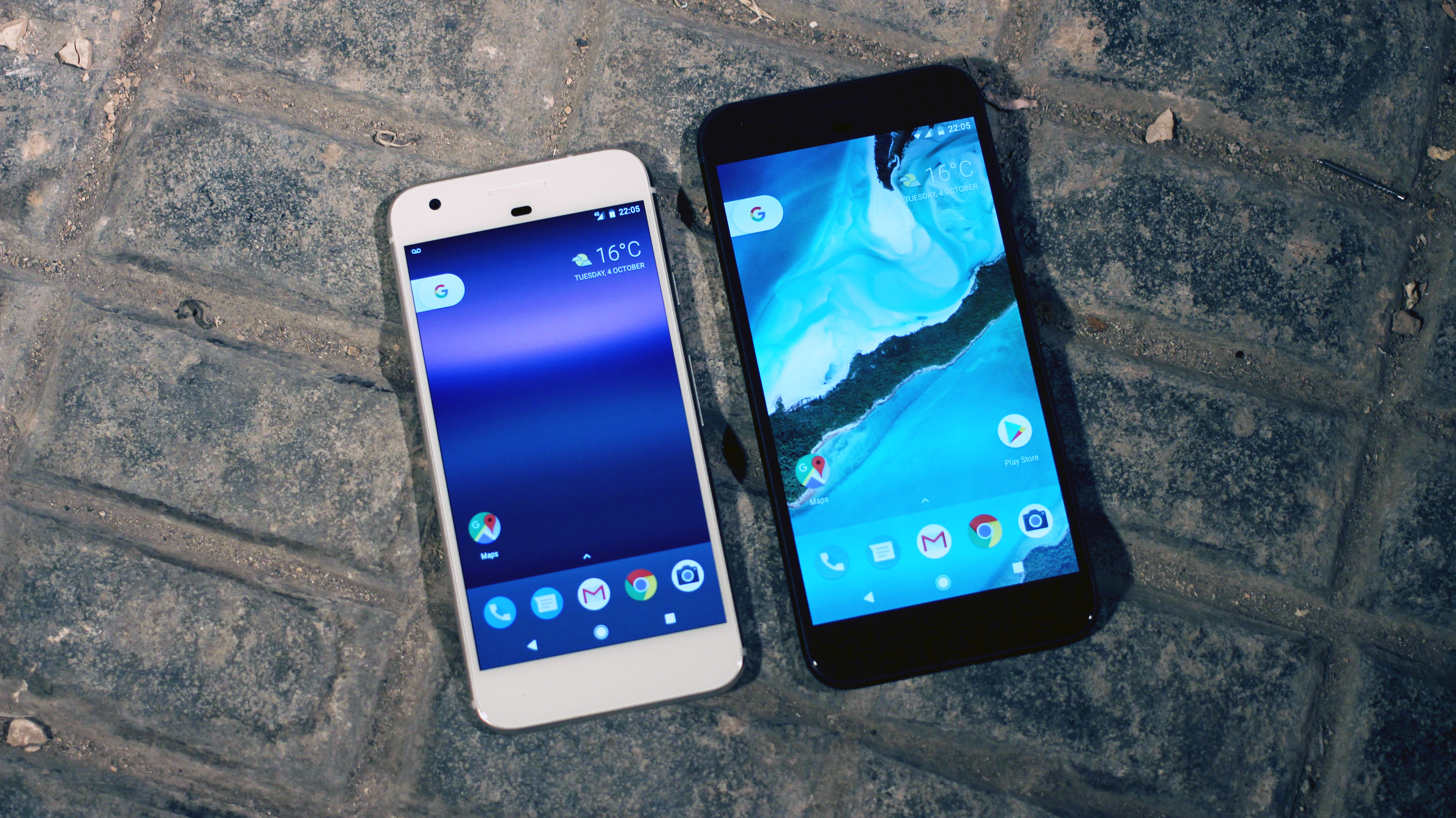
Google Pixel en Pixel XL smartphones

Google Pixel is Google's merk voor commerciele electronica. Wat begon met smartphones is inmiddels een merk dat verschillende apparaten en accessoires maakt zoals laptops, tablets en draadloze oordopjes.

## Smartphones
| Naam        | Fabrikant       | Introductie  | Prijs (Euro) | Android | Beeldscherm  | Werkgeheugen | Opslaggeheugen (flash) | Primaire camera                       | Selfie camera     |
| ----------- | --------------- | ------------ | ------------ | ------- | ------------ | ------------ | ---------------------- | ------------------------------------- | ----------------- |
| Pixel       | HTC Corporation | 4 okt. 2016  | 759          | 7.1     | 01920 x 1080 | 4 GB         | 32 GB / 128 GB         | 12,3 MP                               |                   |
| Pixel XL    | HTC Corporation | 4 okt. 2016  | 899          | 7.1     | 02560 x 1440 | 4 GB         | 32 GB / 128 GB         | 12,3 MP                               |                   |
| Pixel 2     | HTC Corporation | 4 okt. 2017  | 596          | 8.0     | 1920 × 1080  | 4 GB         | 64 GB / 128 GB         | 12,2 MP                               |                   |
| Pixel 2 XL  | LG Electronics  | 4 okt. 2017  | 780          | 8.0     | 2880 × 1440  | 4 GB         | 64 GB / 128 GB         | 12,2 MP                               |                   |
| Pixel 3     | Google Inc.     | 9 okt. 2018  | 734          | 9       | 2160 × 1080  | 4 GB         | 64 GB / 128 GB         | 12,2 MP                               |                   |
| Pixel 3 XL  | Google Inc.     | 9 okt. 2018  | 826          | 9       | 2960 × 1440  | 4 GB         | 64 GB / 128 GB         | 12,2 MP                               |                   |
| Pixel 3a    | Google Inc.     | 7 mei 2019   | 367          | 9       | 2220 × 1080  | 4 GB         | 64 GB                  | 12,2 MP                               |                   |
| Pixel 3a XL | Google Inc.     | 7 mei 2019   | 440          | 9       | 2160 × 1080  | 4 GB         | 64 GB                  | 12,2 MP                               |                   |
| Pixel 4     | Google Inc.     | 15 okt. 2019 | 734          | 10      | 2280 × 1080  | 6 GB         | 64 GB / 128 GB         | 12,2 MP + 16 MP                       |                   |
| Pixel 4 XL  | Google Inc.     | 15 okt. 2019 | 826          | 10      | 3040 × 1440  | 6 GB         | 64 GB / 128 GB         | 12,2 MP + 16 MP                       |                   |
| Pixel 4a    | Google Inc.     | 3 aug. 2020  | 349          | 10      | 1080 x 2340  | 6 GB         | 128 GB                 | 12,2 MP                               | 8 MP              |
| Pixel 4a 5G | Google Inc.     | 3 aug. 2020  | 449          | 11      | 1080 x 2340  | 6 GB         | 128 GB                 | 12,2 MP + 16 MP                       | 8 MP              |
| Pixel 5     | Google Inc.     | 30 sep. 2020 | 629          | 11      | 1080 x 2340  | 8 GB         | 128 GB                 | 12,2 MP + 16 MP                       | 8 MP              |
| Pixel 5a    | Google Inc.     | 17 aug. 2021 | 449          | 11      | 1080 x 2400  | 6 GB         | 128 GB                 | 12,2 MP + 16 MP                       | 8 MP              |
| Pixel 6     | Google Inc.     | 28 okt. 2021 | 599          | 12      | 1080 x 2400  | 8 GB         | 128GB / 256GB          | 50 MP + 12 MP                         | 8 MP              |
| Pixel 6 Pro | Google Inc.     | 28 okt. 2021 | 899          | 12      | 1440 x 3120  | 12 GB        | 128GB / 256GB / 512GB  | 50 MP 48 MP telephoto 12 MP groothoek | 11,1 MP groothoek |
| Pixel 6a    | Google Inc.     | 21 jul. 2022 | 459          | 12      | 1080 x 2400  | 6 GB         | 128GB                  | 12.2 MP 12 MP Groothoek               | 8 MP              |
| Pixel 7     | Google Inc.     | 13 okt. 2022 | 649          | 13      | 1080 x 2400  | 8 GB         | 128GB / 256GB          | 50 MP 12 MP groothoek                 | 10.8 MP           |
| Pixel 7 Pro | Google Inc.     | 13 okt. 2022 | 899          | 13      | 1440 x 3120  | 12 GB        | 128GB / 256GB / 512GB  | 50 MP 48 MP telephoto 12 MP groothoek | 10.8 MP           |
| Pixel 7a    | Google Inc.     | 10 mei 2023  | 500          | 13      | 1080 x 2400  | 8 GB         | 128GB / 256GB / 512GB  | 64 MP 13 MP groothoek                 | 13 MP             |
| Pixel 8     | Google Inc.     | 12 okt. 2023 | 700          | 14      | 1080 x 2400  | 8 GB         | 128GB / 256GB          | 50 MP 45 MP telephoto 12 MP groothoek | 10,05 GB          |
| Pixel 8 pro | Google Inc.     | 12 okt. 2023 | 1000         | 14      | 1344 x 2992  | 12 GB        | 128GB / 256GB / 512GB  | 64 MP 13 MP groothoek                 | 10,05             |

## Tablets
| Naam        | Type           | Fabrikant   | Introductie | Prijs (Euro) | Besturingssysteem | Beeldscherm  | Werkgeheugen | Opslaggeheugen (flash)                  | Camera |
| ----------- | -------------- | ----------- | ----------- | ------------ | ----------------- | ------------ | ------------ | --------------------------------------- | ------ |
| Pixel C     | Tabletcomputer | Google Inc. | 8 dec. 2015 | 499          | Android 6         | 02560 x 1800 | 3 GB         | 32 GB / 64 GB                           | 8 MP   |
| Pixel Slate | Tabletcomputer | Google Inc. | 9 okt. 2018 | 550 / 642    | Chrome OS         | 3000 x 2000  | 4 GB / 8 GB  | 32 tot 256 GB (Afhankelijk van variant) | 8 MP   |

## Laptops
| Naam                       | Type   | Fabrikant   | Introductie   | Prijs         | Processor                                     | Beeldscherm                           | Werkgeheugen           | Opslaggeheugen          |
| -------------------------- | ------ | ----------- | ------------- | ------------- | --------------------------------------------- | ------------------------------------- | ---------------------- | ----------------------- |
| Chromebook Pixel           | Laptop | Google Inc. | Februari 2013 | $1299 / $1499 | Intel Core i5-3427U                           | 12,8" 2,560 × 1,700                   | 4 GB DDR3              | 32GB SSD / 64 GB SSD    |
| Chromebook Pixel (2e gen.) | Laptop | Google Inc. | Maart 2015    | $999 / $1299  | Intel Core i5-5200U / Intel Core i7-5500U     | 12,8" 2,560 × 1,700                   | 8 GB DDR3 / 16 GB DDR3 | 32GB SSD / 64 GB SSD    |
| Pixelbook                  | Laptop | Google Inc. | 4 okt. 2017   | va. $1000     | Intel Core i5 7e gen. / Intel Core i7 7e gen. | 12,3" 2400 × 1600                     | 8 GB / 16 GB           | 64 GB / 128 GB / 256 GB |
| Pixelbook Go               | Laptop | Google Inc. | 15 okt. 2019  | va. $649      | Intel Core m3 / i5 / i7 7e. generatie         | 13,3" 1920 x 1080 / 13,3" 3840 × 2160 | 8 GB / 16 GB           | 64 GB / 128 GB / 256 GB |

Alle Pixel laptops draaien op Chrome OS als besturingssysteem.

## Accessoires
| Naam                | Type                      | Fabrikant   | Introductie  | Prijs |
| ------------------- | ------------------------- | ----------- | ------------ | ----- |
| Pixel Buds          | Draadloze oordopjes       | Google Inc. | 4 okt. 2017  | $179  |
| Pixelbook Pen       | Stylus                    | Google Inc. | 4 okt. 2017  | $99   |
| Pixel Stand         | Draadloze telefoonoplader | Google Inc. | 9 okt. 2018  | $79   |
| Pixel Buds 2        | Draadloze oordopjes       | Google Inc. | 15 okt. 2019 | $179  |
| Pixel Buds A-Series | Draadloze oordopjes       | Google Inc. | 25 aug. 2021 | $99   |
| Pixel Watch         | Smartwatch                | Google Inc. | TBA          | TBA   |